# 西剛志
西 剛志（にし たけゆき、1975年4月8日 - ）は、日本の脳科学者であり博士（工学）、分子生物学者。
ほか著作家、講演家、セミナー・研修講師、アドバイザー。武蔵野学院大学 客員研究員（スペシャルアカデミックフェロー）、LCA教育研究所 顧問。T&Rセルフイメージデザイン合同会社 代表取締役。

## 人物
1975年、宮崎県高千穂生まれ。東京工業大学大学院非常講師、特許庁・知的財産研究所勤務を経て、2008年に企業・個人のパフォーマンスアップをサポートする会社を設立。
幅広い分野で卓越した成果を出し、世界的に成功している人たちの思考・脳の使い方を研究、大人から子供まで才能を引き出す方法を提供するサービスを展開し、延べ1万人以上をサポート。自身の経験に基づく心理面と科学的側面から見た、人を本質的な幸せに導く為のカウンセリング、コーチング、コンサルティングを提供。（※2022年以降は一般の方向けとしての提供予定は無し。）
『あなたの世界をガラリと変える 認知バイアスの教科書』、『脳科学者が教える集中力と記憶力を上げる 低GI食 脳にいい最強の食事術』、『脳科学的に正しい 一流の子育てQ&A』等の著書は、既刊の9冊で累計販売数33万部を突破。中でも『80歳でも脳が老化しない人がやっていること』は、多くの書店でのベストセラーとなり高い評価を得ている。プロとして活躍できるアドバイザーからトレーナーを数多く輩出し、メディア出演・講演会等を通じて多くの人の夢や本当にやりたいことを実現するサポートを行っている。

## 著書
- 脳科学者が考案 見るだけで自然に脳が鍛えられる35のすごい写真 （アスコム – 2023/11/1） ISBN 4776213052
- 1万人の才能を引き出してきた脳科学者が教える「やりたいこと」の見つけ方 （PHP研究所 – 2023/10/27） ISBN 4569855709
- 世界一やさしい 自分を変える方法 （アスコム – 2023/3/14） ISBN 4776212315
- あなたの世界をガラリと変える 認知バイアスの教科書 （SBクリエイティブ – 2023/1/31） ISBN 4815617244
- 80歳でも脳が老化しない人がやっていること （アスコム – 2022/8/13） ISBN 4776212145
- 脳科学者が教える集中力と記憶力を上げる 低GI食 脳にいい最強の食事術 （アスコム – 2021/12/18） ISBN 4776211866
- なぜ、あなたの思っていることはなかなか相手に伝わらないのか? （アスコム – 2021/6/23） ISBN 4776211513
- 脳科学者が教える子どもの自己肯定感は3・7・10歳で決まる （PHP研究所 – 2020/4/1） ISBN 4569846041
- 脳科学的に正しい 一流の子育てQ&A （ダイヤモンド社 – 2019/4/4） ISBN 4478107815

## メディア出演
■出演番組（テレビ・ラジオ） 
- 日本テレビ 『ザ！世界仰天ニュース 2時間 SP』　2023年9月19日放送

テーマ：「衝撃の復讐劇＆強い女子2時間スペシャル」
- テレビ朝日 『爆問×伯山の刺さルール!』　2023年6月20日・7月4日放送

テーマ：「芸人の数々の奇行を脳科学的に分析してみた」
- テレビ朝日 『羽鳥慎一モーニングショー』　2023年4月21日放送

テーマ：「最新研究で分かってきた脳が老化しない人達の不思議な習慣」
- 日本テレビ 『カズレーザーと学ぶ。』　2022年12月13日放送

テーマ：「マインドコントロール」
- MBS毎日放送/TBS 『日曜日の初耳学』　2022年2月13日放送

テーマ：「脳科学から導く最強の食事術 低GI食とは。」
- ABEMA PRIME NEWSチャンネル

テーマ：「スーパーエイジャーって何だ？脳を若く保つ秘訣とは？」
- ニッポン放送 『垣花正あなたとハッピー！』

テーマ：「低GI食と脳のパフォーマンス」
- TBSラジオ 『井上貴博 土曜日の「あ」』

テーマ：「ここぞというときに食べる勝負飯・頑張ったときに食べるご褒美飯、脳と食事の関係性」
- ニッポン放送 『上柳昌彦 あさぼらけ』

テーマ：「食は生きる力〜脳と食事、老化を遠ざける習慣」
- J-WAVE 『LOHAS TALK』

テーマ：「低GI食」「８０歳でも脳が老化しない人がやっていること」
- ＣＢＣラジオ 『北野誠のズバリサタデー』

テーマ：「８０歳を超えても若い人達（スーパーエイジャー）の秘密」
- TBSラジオ 『生島ヒロシのおはよう一直線』

■デジタルメディア（コラム・記事）
- PRESIDENT Online（プレジデントオンライン）　西剛志
- STUDY HACKER（スタディーハッカー）　西剛志
- ダイヤモンド・オンライン　西剛志
- 日刊ゲンダイDIGITAL　西剛志
- 東洋経済オンライン　西剛志
- KIDSNA STYLE　西剛志
- 毎日が発見ネット　西剛志
- マネー現代ウェブ　西剛志
- 婦人公論.jp　西剛志
- GOETHE（ゲーテ）　西剛志
- 集英社オンライン　西剛志
- PHPオンライン衆知　西剛志
- 経済界ウェブ　西剛志

## 講演・研修テーマ
◆ 世界的にうまくいく人達の脳と心の仕組み
◆ なぜあなたの思っていることは、なかなか相手に伝わらないのか？
◆ 自己肯定感の育み方 / Withコロナ時代の新しい生き方
◆ 天才達に学ぶ！子どもがグングン能力を発揮していく言葉の魔法
◆ 世界的にうまくいく人達のプレゼンテーションの魅せ方
◆ 自分の特性を知ることで成果を出していく為のレジリエンス（困難を乗り越える力）とは
◆ 人の才能を伸ばす脳科学コーチング